# Райм, Матиас
Матиас Райм (род. 26 ноября 1957, Корбах, Гессен) — немецкий певец, композитор, автор песен. Хорошо известен, как исполнитель сингла «Verdammt, ich Lieb' Dich», который стал хитом в нескольких европейских странах и провел 16 недель подряд на первом месте в немецких чартах. Считается самым успешным певцом Германии прошлых лет
В дискографии имеет 20 студийных альбомов, 8 из которых получили «золотой» статус, а 3 альбома стали «платиновыми».

## Ранние годы
Матиас Райм родился 26 ноября 1957 года в немецком городе Корбах в районе Западной Германии. Его отец был преподавателем, и семья Матиаса хотела, чтобы мальчик стал как и отец — преподавателем. Но Матиас хотел стать музыкантом и уже в 10 лет основал школьную группу Rhyme River Union. По мере того, как группа приобретала некоторую популярность в рамках школы, страсть Матиаса к музыке росла.
В 12 лет ему подарили гитару.
Получив аттестат зрелости, он начал обучение на бакалавриате по немецкому и английскому языкам, а также германистической и англистической литературе в Геттингене. На это ушло 18 семестров — это выше среднего, поскольку время он проводил преимущественно в музыкальной студии, а не в аудитории.

## Музыкальная карьера

### 1980—1989
Музыкальная карьера Матиаса началась в 1980 году. Тогда он писал песни для таких известных немецких артистов, как Бернхард Бринк , Роберто Бланко и Тина Йорк. Но в 1981 году он знакомится с с Питом Гольденбергом и Норбертом Прейсом и они предлагают ему присоединиться к их группе Fallen Dice, на что Матиас отвечает согласием. В том же году выходит дебютный альбом группы Pasch 1. В то время Матиас так же некоторое время был вокалистом немецкой группы Aqua.
В 1986 году Матиас уходит из Fallen Dic и вместе со своим приятелем Йоргом Визнером основывает синти-поп-дуэт Fair Fax. Они выпустили сингл «Satellite Dream» на лейбле Hansa Records. Этот проект так же просуществовал недолго, распавшись в 1989 году, когда оба участника потеряли к нему интерес.

### 1990—1999
В 1990 году Райм переходит на лейбл Polydor и решает начать сольную карьеру. В начале года он выпускает сингл «Verdammt, ich Lieb' Dich», который сразу же становится хитом, заняв 1 место в Германии, Австрии, Бельгии, Нидерландах и Швейцарии. В Германии было распродано более 500 000 копий сингла, благодаря чему в ней и Австрии он получил платиновую сертификацию, а в Бельгии и Нидерландах — золотую. В июне того же года выходит дебютный альбом певца Reim, занявший первые позиции в чартах Австрии, Германии и Швейцарии. С ним Матиас начинает выступать в различных немецких шоу и передачах.
В сентябре 1991 года выходит второй альбом Reim 2, который стал не менее успешным, чем его предшественник. И хотя в нём нет таких громких хитов, как «Verdammt, ich Lieb' Dich», поклонники очень тепло восприняли Reim 2, благодаря чему он получил три сертификации: две платиновых (Германия, Швейцария) и одна золотая (Австрия).
Третий студийный альбом певца Sabotage, выпущенный в мае 1993 года, уже не становится таким же успешным, как Reim и Reim 2. Поклонники считают, что с этого момента начался спад популярности Райма. Он стал реже появляться в теле- и радиоэфирах, выступать в шоу и давать концерты. Пятый студийный альбом Alles klar, выпущенный в 1995 году, благодаря которому Матиас надеялся вернуть известность не попал в чарты.
Тогда, выпустив ещё два альбома Reim 3 и Sensationell Матиас в 1999 году разрывает контракт с лейблом Polydor.

### После 2000 года
В 2000 году музыкант подписывает контракт с лейблом Electrola и уже через 4 года вернулся на сцену с успешным синглом «Vergiß Es (Forget It)», спетым дуэтом с Бони Тайлер. Однако восьмой альбом Матиаса Wolkenreiter не достиг больших успехов, попав на 33 место в немецких чартах. Но следующий альбом Morgenrot 2002 года смог стать довольно успешным альбомом, попав на 16 место в немецких чартах, 52 в австрийских и 74 в швейцарских.
В 2003 году Матиас Райм выпускает альбом Reim IV, получивший золотой статус в Германии и вернувший певцу большую популярность на родине.
С момента выпуска 10 студийного альбома, Райм начинает ставать все известнее и известнее не только в Германии, но и в других европейских странах. Он снова возобновляет гастроли по миру и его приглашают выступать в различных популярных телешоу. Таким образом с 2003 года почти каждый альбом певца получает золотой и платиновый статус.
В 2007 году выпустил сингл «König», записанный совместно с известной немецкой диско-певицей Лиан Росс.
В 2010 году Матиас и Бони Тайлер записали дуэтом композицию «Die wilden Tränen (Salty Rain)» для альбома Райма Sieben Leben.
16 студийный альбом Unendlich 2013 года окончательно вернул Матиасу былую известность и популярность. Сразу же после выпуска альбом занял 1 место в немецких чартах, 9 в австрийских и 28 в швейцарских.
В 2014 году Рейм выпустил рождественский альбом под названием Die große Weihnachtsparty, который включает немецкий кавер на песню «Last Christmas» группы Wham!. Этот альбом стал последним альбомом, выпущенным Матиасом под лейблом Electrola, так как в 2015 он разрывает с ним контракт.
В 2016 году Матиас переходит на лейбл RCA Records и в апреле этого года выпускает под ним успешный альбом Phoenix, получивший золотой статус в Германии.
23 марта 2018 года выходит альбом Meteor. Через 6 дней после этого Райм принимает участие в немецком шоу Willkommen bei Carmen Nebel, исполнив там вместе с группой Santiano свой первый хит «Verdammt, ich Lieb' Dich».
В октябре того же года Матиаса Райма пригласили принять участие в клипе на дуэтную композицию Томаса Андерса и Флориана Зильберайзена «Sie sagte doch sie liebt mich» для тринадцатого альбома Томаса Ewig mit dir. В итоге Матиас согласился.
В 2022 году Рейм написал песню «Bastian (Blaulicht in der Nacht)» в память о своем сыне Бастиане, который умер в октябре 2022 года в возрасте 35 лет.  Райм также спел песню «Vater und Sohn» в дуэте со своим сыном Юлианом (родился в 1996 году), немецкую адаптацию песни Кэта Стивенса «Father and Son».
В том же году выпустил 16 студийный альбом MATTHIAS. Он добился достаточно большого успеха, попав на 2 место в немецких чартах, 5 в австрийских и 6 в швейцарских. Самыми известными песнями с с альбома стали композиции «4 Uhr 30», клип на которую набрал более 5 миллионов просмотров, «Bon Voyage», «Blaulicht» и «Acht Milliarden Träumer». Также в альбом вошла композиция «Reise um die Welt», исполненная дуэтом с немецкой группой Versengold.
В 2024 году выпустил 20 студийный альбом Zeppelin. С него было выпущено 3 сингла: «Echte Helden», «Der doch nicht» и «Zeppelin».

## Личная жизнь
- Отец — Георг Фридрих Райм (1929 — 2023)
- Мать — Рената Райм (дата рождения неизвестна; умерла в 2012 году)

- Первая жена (2004—2013) — Сара Станек
  - Сын Ромео Райм (род. 2004)
  - Сын Роми Райм (род. 2008)
- Вторая жена (2020 — н.в.) — Кристин Штарк

## Дискография

### Альбомы
| Год  | Название                   | Лейбл       | Позиция в чартах | Позиция в чартах | Позиция в чартах | Позиция в чартах | Сертификация                        |
| ---- | -------------------------- | ----------- | ---------------- | ---------------- | ---------------- | ---------------- | ----------------------------------- |
| Год  | Название                   | Лейбл       | Германия         | Нидерланды       | Австрия          | Швейцария        | Сертификация                        |
| 1990 | Reim                       | Polydor     | 1                | 30               | 1                | 1                | : Платиновый : Золотой : Платиновый |
| 1991 | Reim 2                     | Polydor     | 5                | —                | 6                | 8                | : Платиновый : Золото : Платина     |
| 1993 | Sabotage                   | Polydor     | 11               | —                | —                | 15               | —                                   |
| 1994 | Zauberland                 | Polydor     | 26               | —                | —                | 47               | —                                   |
| 1995 | Alles klar                 | Polydor     | —                | —                | —                | —                | —                                   |
| 1997 | Reim 3                     | Polydor     | 40               | —                | —                | —                | —                                   |
| 1998 | Sensationell               | Polydor     | 51               | —                | —                | —                | —                                   |
| 2000 | Wolkenreiter               | Electrola   | 33               | —                | —                | —                | —                                   |
| 2002 | Morgenrot                  | Electrola   | 16               | —                | 52               | 74               | —                                   |
| 2003 | Reim IV                    | Electrola   | 4                | —                | 19               | 44               | : Золото                            |
| 2005 | Unverwundbar               | Electrola   | 7                | —                | 32               | —                | : Золото                            |
| 2007 | Männer sind Krieger        | Electrola   | 10               | —                | 38               | —                | —                                   |
| 2010 | Sieben Leben               | Electrola   | 5                | —                | 17               | 56               | : Золото                            |
| 2013 | Unendlich                  | Electrola   | 1                | —                | 9                | 28               | : Платина                           |
| 2014 | Die Leichtigkeit des Seins | Electrola   | 2                | —                | 11               | 34               | : Золото                            |
| 2016 | Phoenix                    | RCA Records | 2                | —                | 10               | 16               | : Золото                            |
| 2018 | Meteor                     | RCA Records | 3                | —                | 12               | 19               | —                                   |
| 2019 | MR20                       | RCA Records | 3                | —                | 15               | 22               | : Золото                            |
| 2022 | MATTHIAS                   | RCA Records | 2                | —                | 5                | 6                | —                                   |
| 2024 | Zeppelin                   | RCA Records | 4                | —                | 5                | 11               | —                                   |